# Lewisville (Minnesota)
Lewisville è un comune degli Stati Uniti d'America, situato nello Stato del Minnesota, nella Contea di Watonwan.